# Europarlamentari del Belgio della VII legislatura
Gli europarlamentari del Belgio della VII legislatura, eletti in occasione delle elezioni europee del 2009, sono stati i seguenti.

## Composizione storica
| Europarlamentare          | Lista                                    | Gruppo    |
| ------------------------- | ---------------------------------------- | --------- |
| Ivo Belet                 | Cristiano-Democratici e Fiamminghi       | PPE       |
| Frieda Brepoels           | Nuova Alleanza Fiamminga                 | Verdi/ALE |
| Philip Claeys             | Vlaams Belang                            | NI        |
| Frédéric Daerden          | Partito Socialista                       | S&D       |
| Jean-Luc Dehaene          | Cristiano-Democratici e Fiamminghi       | PPE       |
| Véronique De Keyser       | Partito Socialista                       | S&D       |
| Anne Delvaux              | Centro Democratico Umanista              | PPE       |
| Isabelle Durant           | Ecolo                                    | Verdi/ALE |
| Saïd El Khadraoui         | Partito Socialista Differente            | S&D       |
| Derk Jan Eppink           | Lista Dedecker                           | ECR       |
| Mathieu Grosch            | Partito Cristiano Sociale                | PPE       |
| Philippe Lamberts         | Ecolo                                    | Verdi/ALE |
| Jean-Claude Marcourt      | Partito Socialista                       | S&D       |
| Louis Michel              | Movimento Riformatore                    | ALDE      |
| Annemie Neyts-Uyttebroeck | Liberali e Democratici Fiamminghi Aperti | ALDE      |
| Frédérique Ries           | Movimento Riformatore                    | ALDE      |
| Bart Staes                | Verdi                                    | Verdi/ALE |
| Dirk Sterckx              | Liberali e Democratici Fiamminghi Aperti | ALDE      |
| Marianne Thyssen          | Cristiano-Democratici e Fiamminghi       | PPE       |
| Kathleen Van Brempt       | Partito Socialista Differente            | S&D       |
| Frank Vanhecke            | Vlaams Belang                            | NI        |
| Guy Verhofstadt           | Liberali e Democratici Fiamminghi Aperti | ALDE      |

## Modifiche intervenute

### Liberali e Democratici Fiamminghi Aperti
- In data 07.09.2011 a Dirk Sterckx subentra Philippe De Backer.

### Partito Socialista
- In data 16.07.2009 a Jean-Claude Marcourt subentra Marc Tarabella.

### Nuova Alleanza Fiamminga
- In data 01.02.2013 a Frieda Brepoels subentra Mark Demesmaeker.